# Salvatierra de Santiago
Salvatierra de Santiago è un comune spagnolo di 429 abitanti situato nella comunità autonoma dell'Estremadura.